# Turowo (powiat ełcki)
Turowo (niem. Auersberg, do 1938 r. Thurowen) – wieś w Polsce, położona w województwie warmińsko-mazurskim, w powiecie ełckim, w gminie Kalinowo.
W miejscowości znajduje się m.in. stacja końcowa Ełckiej Kolei Wąskotorowej. Budynek stacyjny z 1913, obok niego wyeksponowana drezyna.

## Nazwa
16 lipca 1938 r. w miejsce nazwy Thurowen wprowadzono nazwę Auersberg. 12 listopada 1946 r. nadano miejscowości polską nazwę Turowo.

## Historia
W 1933 r. w miejscowości mieszkało 180 osób, a w 1939 r. – 186 osób.
W latach 1975–1998 miejscowość należała administracyjnie do województwa suwalskiego.